# Цинакверкве
Цинакверкве (груз. წინაკვერკვე) — село в Грузии, на территории Мартвильского муниципалитета края (мхаре) Самегрело-Верхняя Сванетия.

## География
Село находится в западной части Грузии, к западу от реки Абаши, на расстоянии приблизительно 5 километров (по прямой) к западу от города Мартвили, административного центра муниципалитета. Абсолютная высота — 157 метров над уровнем моря.

## Население
По результатам официальной переписи населения 2014 года в Цинакверкве проживало 282 человека (142 мужчины и 140 женщин). В национальной структуре населения грузины составляли 100 %.
| Год  | Население, человек |
| ---- | ------------------ |
| 2002 | 377                |
| 2014 | ↘ 282              |